# Wansfell Pike
Wansfell Pike är en kulle i Storbritannien.   Den ligger i grevskapet Cumbria och riksdelen England, i den centrala delen av landet, 400 km nordväst om huvudstaden London. Toppen på Wansfell Pike är 482 meter över havet, eller 272 meter över den omgivande terrängen. Bredden vid basen är 4,2 km.
Terrängen runt Wansfell Pike är huvudsakligen kuperad, men åt sydost är den platt.Runt Wansfell Pike är det ganska tätbefolkat, med 60 invånare per kvadratkilometer. Närmaste större samhälle är Kendal, 16,6 km sydost om Wansfell Pike. Trakten runt Wansfell Pike består i huvudsak av gräsmarker.